# Frédégand Cogels
Fredegandus Patricius Josephus Maria Cogels (Antwerpen, 14 april 1850 - aldaar, 17 februari 1932) was een Belgisch politicus voor de Katholieke Partij-Meetingpartij.

## Biografie

### Familie
Frédégand Cogels was een zoon van John Cogels (1814-1885), schepen van Antwerpen en senator, en barones Joséphine Osy (1821-1882). Hij was een kleinzoon van Albert Cogels, orangistisch lid van het Nationaal Congres. De adellijke familie Cogels telde grondeigenaars, bankiers en verzekeraars in haar midden en had nauwe banden met andere aristocratische families.
Hij trouwde in 1877 in Antwerpen met barones Coralie de Gruben (1859-1945), dochter van baron Charles de Gruben, senator. Ze kregen vijf zoons en vier dochters.
- Hélène Cogels (1878-1967), trouwde in 1900 in Deurne met baron André Slingeneyer de Goeswin (1866-1936), generaal-majoor, zoon van Ernest Slingeneyer, kunstschilder en volksvertegenwoordiger. Ze kregen twee zoons en twee dochters, met afstammelingen tot heden.
- Joséphine Cogels (1879-1968), trouwde in 1902 in Antwerpen met jhr. Stanislas Cardon de Lichtbuer (1869-1942). Ze kregen twee zoons en een dochter, met afstammelingen tot heden.
- Lucy (Lucie) Cogels (1880-1958), trouwde in 1902 in Antwerpen met Gustave Dessain (1873-1943), neef van Pierre Dessain. Ze kregen twee zoons en drie dochters, met afstammelingen tot heden.
- Gabrielle Cogels (1882-1960), trouwde in 1903 in Antwerpen met baron Georges Holvoet (1874-1967), advocaat-generaal bij het Hof van Cassatie, gouverneur van Antwerpen en kabinetschef van prins-regent Karel, zoon van baron Paul Holvoet, voorzitter van het Hof van Cassatie. Ze kregen drie zoons en een dochter, met afstammelingen tot heden.
- Jean Cogels (1884-1958), voorzitter van de Société hypothécaire d'Anvers, trouwde in 1909 in Antwerpen met Eléonore de Crane d'Heysselaer (°1888). Ze kregen vijf zoons en een dochter, met afstammelingen tot heden.
- Charles Cogels (1886-1953), gedelegeerd bestuurder van verzekeraar Le Phenix Belge, trouwde in 1913 in Antwerpen met Madeleine van Reynegom de Buzet (1891-1989), dochter van baron Paul van Reynegom de Buzet, provincieraadslid van Antwerpen, burgemeester van Herenthout en senator. Ze kregen vier zoons en vier dochters, met afstammelingen tot heden.
- Georges Cogels (1888-1965), trouwde in 1911 in Herenthout met Marthe van Reynegom de Buzet (1890-1966), dochter van baron Paul van Reynegom de Buzet. Ze kregen acht zoons en drie dochters, met afstammelingen tot heden.
- Robert Cogels (1890-1917)
- Antoine Cogels (1893-1972), trouwde in 1920 in Etterbeek met Ghislaine Cornet d'Elzius de Peissant (1899-1988), kleindochter van graaf Raymond Cornet d'Elzius de Peissant. Ze kregen een dochter, met afstammelingen tot heden.

Hij was een schoonbroer van Charles du Bois de Vroylande, burgemeester van Halle, gedeputeerde van Antwerpen en gouverneur van Antwerpen, en baron Alfred de Vinck de Winnezeele, gemeenteraadslid van Zillebeke en Antwerpen en senator.
In 1909 verkreeg jonkheer Cogels de op de oudste nakomeling overdraagbare titel van baron.

### Loopbaan
Frédégand Cogels deed zijn middelbare studies bij de jezuïeten in Doornik en behaalde in 1874 het diploma van doctor in de rechten aan de Katholieke Universiteit Leuven.
In 1875 was hij namens de Meetingpartij kandidaat bij gemeenteraadsverkiezingen, maar werd niet verkozen. Van 1892 tot 1900 was hij senator voor de Katholieke Partij (in Antwerpen de Meetingpartij). Hij was een vurig bepleiter van de vrije markt, in weerwil van de protectionistische aspiraties van de regering. Van 1900 tot 1907 was hij gouverneur van Antwerpen. In die functie volgde hij zijn oom Edward Osy de Zegwaart op. Hij bekommerde zich vooral om de industrialisering van de Kempen, de ontwikkeling van het technisch onderwijs en de landbouwproblemen. Hij was nog korte tijd senator in 1918-1920 en werd voorzitter van de Belgische Hypotheekmaatschappij.
Cogels was voorzitter van de beheerraad van het Tehuis Sint Carolus, de eerste voorzitter van de Belgische Maritieme Vereniging en stichtend voorzitter van de Société royale des Enfants martyrs en erevoorzitter van de maatschappij voor goedkope woningen 'Vrede Sint Willibrord'.

## Onderscheidingen
- Commandeur in de Leopoldsorde
- Burgerlijk Kruis 1ste Klasse,
- Regeringsmedaille van Koning Leopold II,
- Herinneringsmedaille van het Eeuwfeest.
- Grootkruis in de Orde van de Afrikaanse Onafhankelijkheid (Liberia)
- Grootofficier in de Orde van Oranje Nassau (Nederland)
- Commandeur in het Legioen van Eer (Frankrijk)
- Orde van de Dubbele Draak (China)
- Orde van de Rijzende Zon (Japan)
- Kroonorde (Pruisen)